# تشارزانا
تشارزانا هي بلدة في مقاطعة جاندار في ولاية بخارى في أوزبكستان.